# Mesoscincus
Mesoscincus – rodzaj jaszczurek z podrodziny Scincinae w rodzinie scynkowatych (Scincidae).

## Zasięg występowania
Rodzaj obejmuje gatunki występujące w Meksyku, Kostaryce, Nikaragui, Hondurasie, Salwadorze, Belize i Gwatemali. 

## Systematyka

### Etymologia
Mesoscincus: gr. μεσος mesos „środkowy”; łac. scincus „rodzaj jaszczurki, scynk”.

### Podział systematyczny
Do rodzaju należą następujące gatunki:
- Mesoscincus altamirani
- Mesoscincus managuae
- Mesoscincus schwartzei